# Agrochola siniestra
Agrochola siniestra är en fjärilsart som beskrevs av Ramon Agenjo Cecilia 1951. Agrochola siniestra ingår i släktet Agrochola och familjen nattflyn. Inga underarter finns listade i Catalogue of Life.